# Редингское аббатство
Редингское аббатство (англ. Reading Abbey) — руины бенедиктинского монастыря в английском городе Рединг в графстве Беркшир. Основан королём Генрихом I Боклерком в 1121 году «во спасение души моей и душ короля Вильгельма, отца моего, и короля Вильгельма, брата моего, и королевы Матильды, жены моей, и всех моих предков и потомков». В период расцвета аббатство было одним из крупнейших королевских монастырей Европы. Традиции аббатства сегодня продолжает соседняя церковь Святого Иакова, при строительстве которой использовались камни из руин аббатства.
Распущено в 1539 году во время Тюдоровской секуляризации. Последний аббат, Хью Фарингтон, был признан виновным в государственной измене и казнён перед монастырской церковью. После чего аббатство было разграблено.

## Захоронения
- Генрих I (король Англии)
- Анна де Бошан, 15-я графиня Уорик
- Констанция Йоркская
- Реджинальд де Данстанвиль, 1-й граф Корнуолл
- Гильом, граф Пуатье